# Sân bay quốc tế Lic. Jesús Terán Peredo
Sân bay quốc tế Lic. Jesús Terán Peredo (IATA: AGU, ICAO: MMAS), cũng gọi là Sân bay quốc tế Aguascalientes, là một sân bay quốc tế ở Aguascalientes, Aguascalientes, México. Sân bay này được đặt tên theo Jesús Terán Peredo, một thống đốc Aguascalientes từ năm 1855 đến năm 1857, và là một trong những người đầu tiên công nhận Benito Juárez là tổng thống Mêhicô.
Sân bay này có 1 nhà ga hàng không với 4 vị trí tiếp xúc đưa trả khách ở ga và 3 điểm ở xa nhà ga. Gần đây nhà ga đã được nâng cấp, hiện có năng lực phục vụ 1,5 triệu lượt hành khách mỗi năm, năm 2007 đã đón 900.000 lượt khách.

## Các hãng hàng không

### Nội địa
- Avolar (Acapulco, Tijuana)
- Aeroméxico (Thành phố Mexico, Tijuana)
- ALMA de Mexico (Ciudad Juarez, Puerto Vallarta, Toluca)
- Volaris (Tijuana, Toluca)

### Các tuyến quốc tế
- Aeroméxico (Los Angeles)
- American Airlines
  - American Eagle (Dallas/Fort Worth)
- Continental Airlines
  - Continental Express vận hành bởi hãng ExpressJet Airlines (Houston-Intercontinental)
- Jet Airways (Delhi, Los Angeles, Thành phố Mexico, Mumbai, São Paulo-Guarulhos) (chính phủ chưa duyệt)
- Mexicana (Chicago)